# Жебрак, Михаил Юрьевич
Михаи́л Ю́рьевич Жебра́к (род. 27 апреля 1965 года, Москва, РСФСР, СССР) — российский журналист, телеведущий телеканала «Россия-Культура».

## Биография
Родился 27 апреля 1965 года в Москве. После школы поступил в Московский полиграфический институт.
В 2004—2005 годах руководил маршрутно-экскурсионным отделом туристической компании в Краснодарском крае.
В дальнейшем работал редактором спортивного отдела и главным редактором журнала Всероссийской федерации самбо «Самозащита без оружия», вёл раздел «Туризм» в московской газете «Metro».
С сентября 2012 по январь 2025 года вёл еженедельную авторскую программу «Пешком» на телеканале «Культура». 30 марта 2025 года по инициативе руководства телеканала сотрудничество с творческой группой Жебрака было прекращено, но сама телепрограмма продолжила свой выход в эфир.
Регулярно участвует в фестивалях и историко-развлекательных мероприятиях в регионах России.

## Семья
- Мать — Жебрак Валерия Алексеевна;
- Отец — Жебрак Юрий Александрович;
- Брат — Жебрак Алексей Юрьевич.

Женат, воспитывает сына.

## Рецензии
…интересна программа «Пешком», автор и ведущий Михаил Жебрак. Каждый выпуск имеет собственное название. Оно может отражать отдельные стороны московской жизни («Москва деревянная», «Москва музыкальная», «Москва помещичья», «Москва усадебная»), охватывать определенное десятилетие («Москва. 1900-е», «Москва. 1920-е», «Москва. 1930-е», «Москва. 1950-е»), представлять историческую личность («Москва Саввы Морозова», «Москва Казакова», «Москва Цветаевой», «Москва Шехтеля»), указывать на некий особый угол зрения экскурсовода («Москва дипломатическая», «Москва чайная», «Москва футбольная», «Москва британская») и т. д. Кроме того, прослеживается тема городов России: «Рыбинск хлебный», «Ярославль узорчатый», «Тула железная», «Астрахань казачья» и др. Появляются выпуски и о ближайших государствах: «Балтика крепостная», «Армения апостольская». При «громких» названиях в выпусках раскрывается лишь малая часть заявленной темы. Но за счет представления интересных фактов и экстравагантной подачи информации телеведущий 25 минут удерживает внимание зрителя, превращая каждый выпуск в исторический мини-спектакль. Данная программа в течение уже шести лет занимает одно из достойных мест среди российских передач о культуре.— Е. А. Войтик. Видеоэкскурсия как социокультурный телепроект: уроки современности. — В: Век информации. 2019. № 1. Журналистика XXI века: среда обитания // Санкт-Петербургский государственный университет. — Т. 7. — С. 97-98. — ISSN 2306-417X.